# Sanchezia putumayensis
Sanchezia putumayensis är en akantusväxtart som beskrevs av Emery Clarence Leonard. Sanchezia putumayensis ingår i släktet Sanchezia och familjen akantusväxter. Inga underarter finns listade i Catalogue of Life.